# Chen Hong
Chen Hong (en chino: 陈宏; Longyan, 28 de noviembre de 1979) es un deportista chino que compitió en bádminton, en la modalidad individual.
Ganó dos medallas de bronce en el Campeonato Mundial de Bádminton, en los años 2001 y 2006. Participó en los Juegos Olímpicos de Atenas 2004, ocupando el quinto lugar en la prueba individual.

## Palmarés internacional
| Campeonato Mundial | Campeonato Mundial | Campeonato Mundial | Campeonato Mundial |
| Año                | Lugar              | Medalla            | Prueba             |
| ------------------ | ------------------ | ------------------ | ------------------ |
| 2001               | Sevilla (España)   | Medalla de bronce  | Individual         |
| 2006               | Madrid (España)    | Medalla de bronce  | Individual         |